# Якетаны

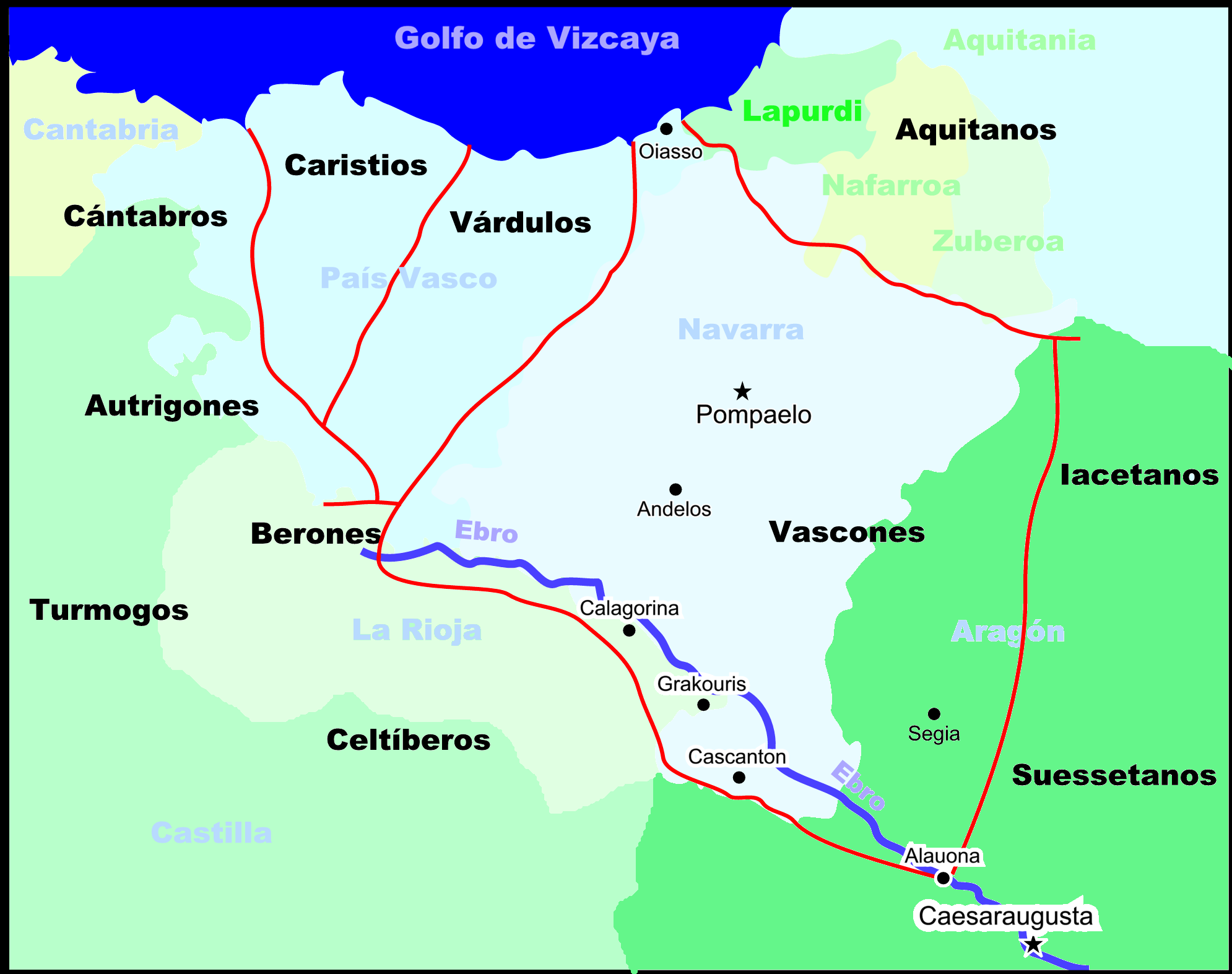
Область расселения якетанов (справа)

Якетаны (лат. Iacetani) — древнее племя, жившее на севере современного Арагона (Испания) к востоку от васконов, к западу от илергетов, к северу от суессетанов, на южных склонах Пиренейских гор.
Их главным городом была Iaca (современная Хака). Этнически могли быть родственены аквитанам или васконам. Упоминаются у Плиния и Птолемея, а также у Цезаря в его «Записках о Гражданской войне». Страбон называет якетанов независимым племенем, Птолемей же напротив относит их к васконам. Некоторые историки предполагают, что якетаны были аквитанским племенем, переселившимся за Пиренеи и осевшим на территории обитания васконов. Чеканили собственную монету.
Этноним «якетаны» лёг в основу названия района (комарки) Хасетания, входящего в автономное сообщество Арагон.